# Ballade (Poot)
Ballade is een compositie voor harmonieorkest van de Belgische componist en lid van de componistengroep De Synthetisten Marcel Poot uit 1969.